# 莒攻向之战
莒攻向之战，是指春秋早期莒国和向国的戰爭。
莒国（今山东省莒县）和向国（今山东省莒南县东北）都是东方小国。莒国国君娶向国向姜为妻，向姜在莒国不安心，而擅自回到向国。前721年（周平王五十年、鲁隐公二年）五月，莒国国君以索要向姜为理由，领兵进入向国，带着向姜回国。